# Комп'ютерна мережа
Комп'ю́терна мере́жа — система зв'язку між двома чи більше комп'ютерами. У ширшому розумінні комп'ютерна мережа — це система зв'язку через кабельне чи бездротове середовище, самі комп'ютери різного функціонального призначення і мережеве обладнання. Для передачі інформації можуть бути використані різні фізичні явища, як правило — різні види електричних сигналів чи електромагнітного випромінювання. Середовищами передавання у комп'ютерних мережах можуть бути телефонні кабелі, та спеціальні мережеві кабелі: коаксіальні кабелі, виті пари, волоконно-оптичні кабелі, радіохвилі, світлові сигнали.

## Базові поняття
Мережева модель OSI (базова еталонна модель взаємодії відкритих систем, англ. Open Systems Interconnection Basic Reference Model, 1978 р.) — абстрактна мережева модель для комунікацій і розробки мережевих протоколів.
Будь-який протокол моделі OSI повинен взаємодіяти або з протоколами свого рівня, або з протоколами на одиницю вище або нижче за свій рівень. Взаємодії з протоколами свого рівня називаються горизонтальними, а з рівнями на одиницю вище або нижче — вертикальними. Будь-який протокол моделі OSI може виконувати лише функції свого рівня і не може виконувати функцій іншого рівня, що не виконується в протоколах альтернативних моделей.

## Призначення комунікаційних мереж
- Доступ до інформації — доступ до місць концентрування інформації (HTTP-, FTP-сервери, сервери баз даних).
- Сигналізація (електронна пошта, сервіси коротких повідомлень),
- Сумісне використання технічних ресурсів (мережні принтери, сховища даних, сервери застосунків).
- Розподілення навантаження (кластеризація, розпаралелювання).
- Віддалене керування (моніторинг, віддалене виконання процесів)
- Забезпечення надійності (кластеризація, резервування (пристроїв та каналів))

## Основні можливості комп'ютерних мереж
- Можливість швидкої передачі інформації на великі відстані;
- Оперативний пошук інформації;
- Обмін інформацією в режимі offline;
- Обмін текстовою, звуковою та відеоінформацією у реальному часі;
- Можливість збереження інформації, розміщеної на серверах Internet, на локальному комп'ютері для подальшої обробки;
- Можливість інтерактивності і оперативного зворотного зв'язку.

## Класифікація комунікаційних мереж

### Класифікація за областю дії
Класифікація комунікаційних мереж за областю дії враховує географічний район, охоплений мережею та, в меншому ступені, розмір мережі. Виділяються типи:
- персональні мережі (Personal Area Networks - PAN)
- локальні мережі (Local Area Networks — LAN)
- кампусні мережі (Campus Area Network)
- глобальні мережі (Wide Area Networks — WAN)

Локальні мережі звичайно займають обсяг одного чи декількох поряд розміщених будинків. Кількість пристроїв, що складають мережу, типово не перевищує декількох тисяч. Загальною практикою є розподілення великих локальних мереж на робочі групи. Малі локальні мережі (10-20 робочих місць) можуть утворювати єдину робочу групу.
Кампусні мережі типово об'єднають декілька локальних мереж і територіально охоплюють декілька міських кварталів, або навіть територію невеликого міста. Прикладами кампусних мереж є корпоративні мережі великих підприємств, операторів зв'язку, навчальних закладів. Кількість задіяних пристроїв може складати десятки тисяч пристроїв, або навіть більше.
Загальною рисою локальних та кампусних мереж є наявність єдиної служби підтримки мережі, єдиного адміністративного керування та загальної технічної політики.
Глобальні мережі розміщуються на великих географічних просторах. Практично для глобальних мереж не існує обмежень на обсяг. Глобальні мережі об'єднують велику кількість локальних та кампусних мереж. Суттєвою рисою їх є відсутність єдиної адміністративної підпорядкованості. Найкращим прикладом глобальної мережі є Internet.
В доповнення теми слід зазначити спеціальні випадки, коли вказані типи мереж можуть бути скомбіновані. Наприклад, глобальна мережа може надавати середовище для створення корпоративних мереж, що об'єднують дуже віддалені вузли. Існуючі технології віртуальних мереж (про них буде пізніше) забезпечують можливість використання принципів функціонування локальних та корпоративних для комунікацій віддалених об'єктів, з'єднаних через глобальну мережу.

### Класифікація за топологією
Комунікаційні мережі можуть класифікуватися також за топологією з'єднання пристроїв. Базовими є такі топології:
- шинна
- кільце
- зірка
- комбінована

При використанні шинної топології пристрої мережі з'єднані таким чином, що дані, які передаються між будь-якою парою пристроїв є доступні для всіх інших пристроїв мережі. Визначення, якому саме пристрою та звідки виконується передача, забезпечується шляхом аналізу даних, що передаються всіма пристроями мережі. Надзвичайно проста, але й найменш ефективна топологія. Прикладом мережі з шинною топологією є загально відомий стандарт Ethernet.
В мережі з топологією кільця дані передаються в одному напрямку. Деякі реалізації кільцевих мереж є дещо ефективнішими за шинні мережі (наприклад, ранні реалізації стандарту Token Ring були приблизно в 1,5 раза ефективніші за Ethernet), але взагалі це топології близького рівня. В обох типах у кожен момент часу дані можуть передаватися лише між однією парою пристроїв.
Зіркоподібні мережі мають у складі обов'язковий службовий елемент — комутатор. Комутатор не бере участі у комунікаціях безпосередньо, але забезпечує зв'язок між будь-якою парою пристроїв, які потребують комунікації. Складність та ефективність комутатора значною мірою визначає ефективність всієї мережі.
Характерною рисою розглянутих типів є можливість їх типового застосування на обмеженій території, оскільки зростання довжини комунікаційних каналів призводить до зниження їхньої ефективності та зростання ціни. Наприклад, декілька локальних мереж робочих груп, створених згідно з шинною топологією, можуть бути з'єднані за топологією зорі, а підключення до всесвітньої мережі Internet в найпоширеніших випадках виконується за стільниковою топологією.

### Класифікація згідно з використаними протоколами
Для взаємодії пристроїв в будь-якій комунікаційній мережі використовуються набори правил, обов'язкові для дотримання всіма пристроями в мережі. Такі набори правил називаються протоколами. Протоколи, які регламентують порядок передачі найменших одиниць інформації між пристроями в мережі, мають назву транспортних протоколів. Прикладами транспортних протоколів є такі:
- TCP/IP
- NetBEUI
- IPX/SPX
- AppleTalk

Протокол TCP/IP на сьогодні є найпоширенішим транспортним протоколом. Це базовий протокол мережі Internet.
NetBEUI — протокол, який використовується в однорангових мережах невеликих робочих груп. Це імплементація досить давно розробленого стандарту NetBIOS, впроваджена фірмою Microsoft та реалізована в сімействі операційних систем Windows. Як іншу варіацію стандарту NetBIOS можна розглядати протокол NetBIOS поверх TCP/IP, який є більш функціональним, ніж NetBEUI, але, строго кажучи, це є окремим випадком TCP/IP.
IPX/SPX — транспортний протокол, який був дуже поширений у середині 90-х років минулого сторіччя, головним чином завдяки популярності операційної системи NetWare фірми Novell. По функціональності IPX/SPX наближається до TCP/IP, зокрема він містить засоби для комунікацій в глобальних мережах. На сьогодні IPX/SPX поступово витісняється протоколом TCP/IP. Навіть останні версії операційної системи NetWare вже використовують як основний протокол TCP/IP.
AppleTalk — у багатьох аспектах нагадує IPX/SPX. Розроблений для комунікацій комп'ютерів серії Macintosh фірми Apple, цей протокол використовується в мережах робочих груп, поступово звільняючи місце для використання протоколу TCP/IP.

## Принципи комунікації
- Адресація . Multicast (англ. групова передача) — спеціальна форма широкомовлення, при якій копії пакетів прямують певній підмножині адресатів.
- Комутація. Комутація — процес з'єднання абонентів комунікаційної мережі через транзитні вузли. Комунікаційні мережі повинні забезпечувати зв'язок своїх абонентів між собою. Як правило, в мережах загального доступу неможливо надати кожній парі абонентів власну фізичну лінію зв'язку, яким вони могли б монопольно «володіти» і використовувати у будь-який час. Тому в мережі завжди застосовується який-небудь спосіб комутації абонентів, який забезпечує розділення наявних фізичних каналів між декількома сеансами зв'язку і між абонентами мережі.
- Маршрутизація. Маршрутизація (англ. Routing) — процес визначення маршруту доставки інформації в мережах зв'язку. Маршрути можуть задаватися адміністративно (статичні маршрути), або обчислюватися за допомогою алгоритмів маршрутизації, базуючись на інформації про топологію і стан мережі, отриманої за допомогою протоколів маршрутизації (динамічні маршрути). Маршрутизація в комп'ютерних мережах виконується спеціальними програмно-апаратними засобами — маршрутизаторами; у простих конфігураціях може виконуватися і комп'ютерами загального призначення, відповідно налагодженими.
- Моніторинг. Моніторинг мережі — робота системи, яка виконує постійне спостереження за комп'ютерною мережею у пошуках повільних або несправних систем і яка при виявленні збоїв повідомляє про них мережевого адміністратора за допомогою пошти, пейджера або інших засобів сповіщення. Наприклад, для того, щоб визначити стан вебсервера, програма, що виконує моніторинг, може періодично відправляти запит HTTP на здобуття сторінки; для поштових серверів можна відправити тестове повідомлення по SMTP і отримати по IMAP або Pop3.

## Технології локальних мереж
В локальних мережах, як правило, використовується середовище передачі даних, що розділяється, і основна роль відводиться протоколам фізичного і канального рівнів, оскільки ці рівні найбільшою мірою відображають специфіку локальних мереж. Мережева технологія — це погоджений набір стандартних протоколів та програмно-апаратних засобів, які їх реалізовують, достатній для побудови локальної обчислювальної мережі. Мережеві технології називають базовими технологіями або мережевою архітектурою локальних мереж. Мережева технологія або архітектура визначає топологію і метод доступу до середовища передачі даних, кабельну систему або середовище передачі даних, формат мережевих кадрів тип кодування сигналів, швидкість передачі в локальній мережі. У сучасних локальних обчислювальних мережах широкого поширення набули такі технології або мережева архітектура, як: Ethernet, Token-ring, Arcnet, FDDI.
Мережеві технології локальних мереж Ieee802.3/Ethernet
Зараз ця мережна технологія найпопулярніша у світі.
Популярність забезпечується простими, надійними і недорогими технологіями.
У класичній локальній мережі Ethernet застосовується стандартний коаксіальний кабель двох видів (товстий і тонкий). Проте найбільшого поширення набула версія Ethernet, яка використовує як середовище передачі виті пари, оскільки монтаж і обслуговування їх набагато простіший.
У локальних мережах Ethernet застосовуються топології типу «шина» і типу «пасивна зірка», а метод доступу CSMA/CD.
Стандарт Ieee802.3 залежно від типу середовища передачі даних має модифікації:
- 10BASE5 (товстий коаксіальний кабель) — забезпечує швидкість передачі даних 10 Мбіт/с і довжину сегменту до 500 м;
- 10BASE2 (тонкий коаксіальний кабель) — забезпечує швидкість передачі даних 10 Мбіт/с і довжину сегменту до 200 м;;
- 10base-t (неекранована вита пара) — дозволяє створювати мережу топології «зірка». Відстань від концентратора до кінцевого вузла до 100 м. Загальна кількість вузлів не повинна перевищувати 1024;
- 10base-f (оптоволоконний кабель) — дозволяє створювати мережу топології «зірка». Відстань від концентратора до кінцевого вузла до 2000 м.

У розвиток мережної технології Ethernet створені високошвидкісні варіанти: Ieee802.3u/Fast Ethernet і Ieee802.3z/Gigabit Ethernet. Основна топологія, яка використовується в локальних мережах Fast Ethernet і Gigabit Ethernet — пасивна зірка.
Мережева технологія Fast Ethernet забезпечує швидкість передачі 100 Мбіт/с і має три модифікації:
- 100BASE-T4 — використовується неекранована вита пара. Відстань від концентратора до кінцевого вузла до 100 м;
- 100base-tx — використовуються дві виті пари (неекранована і екранована). Відстань від концентратора до кінцевого вузла до 100 м;
- 100base-fx — використовується оптоволоконний кабель (два волокна в кабелі). Відстань від концентратора до кінцевого вузла до 2000 м;.

Мережна технологія локальних мереж Gigabit Ethernet — забезпечує швидкість передачі 1000 Мбіт/с. Існують такі модифікації стандарту:
- 1000base-sx — застосовується оптоволоконний кабель з довжиною хвилі світлового сигналу 850 нм.
- 1000base-lx — використовується оптоволоконний кабель з довжиною хвилі світлового сигналу 1300 нм.
- 1000base-cx — використовується екранована вита пара.
- 1000base-t — застосовується неекранована вита пара.

Локальні мережі Fast Ethernet і Gigabit Ethernet сумісні з локальними мережами, виконаними за технологією (стандарту) Ethernet, тому легко і просто сполучати сегменти Ethernet, Fast Ethernet і Gigabit Ethernet в єдину обчислювальну мережу.
Мережеві технології локальних мереж Ieee802.5/Token-ring передбачає використання середовища передачі даних, яке утворюється об'єднанням всіх вузлів в кільце, що розділяється. Мережа Token-ring має зоряно-кільцеву топологію (основна кільцева і зоряна додаткова топологія). Для доступу до середовища передачі даних використовується маркерний метод (детермінований маркерний метод). Стандарт підтримує виту пару (екрановану і неекрановану) і оптоволоконний кабель. Максимальне число вузлів на кільці — 260, максимальна довжина кільця — 4000 м. Швидкість передачі даних до 16 Мбіт/с.
Мережеві технології локальних мереж Ieee802.4/Arcnet як топологію локальна мережа Arcnet використовує «шину» і «пасивну зірку». Підтримує екрановану і неекрановану виту пару і оптоволоконний кабель.
У мережі Arcnet для доступу до середовища передачі даних використовується метод передачі повноважень. Локальна мережа Arcnet — це одна із старих мереж і користувалася великою популярністю. Серед основних переваг локальної мережі Arcnet можна назвати високу надійність, низьку вартість адаптерів та гнучкість. Основним недолікам мережі є низька швидкість передачі інформації (2,5 Мбіт/с). Максимальна кількість абонентів — 255. Максимальна довжина мережі — 6000 метрів.
Мережеві технології локальної мережі FDDI (Fiber Distributed Data Interface) — стандартизована специфікація для мережевої архітектури високошвидкісної передачі даних по оптоволоконних лініях. Швидкість передачі — 100 Мбіт/с. Ця технологія багато в чому базується на архітектурі Token-ring і використовується детермінований маркерний доступ до середовища передачі даних. Максимальна протяжність кільця мережі — 100 км. Максимальна кількість абонентів мережі — 500. Мережа FDDI — це дуже високонадійна мережа, яка створюється на основі двох оптоволоконних кілець, створюючих основну і резервну дороги передачі даних між вузлами.

## Технології
Технологія ADSL (Asymmetric Digital Subscriber Line — Асиметрична цифрова абонентська лінія) входить до числа технологій високошвидкісної передачі даних, відомих як технології DSL (Digital Subscriber Line — Цифрова абонентська лінія) що мають загальне позначення xDSL. Детальніше див. в Бібліотеці.
Технологія VDSL (Very high bitrate Digital Subscriber Line — надвисокошвидкісна цифрова абонентська лінія) є найбільш високошвидкісною технологією xDSL.Вона забезпечує швидкість передачі даних «низхідного» потоку в межах від 13 до 54 Мбіт/с, а швидкість передачі даних «висхідного» потоку в межах від 1,5 до 33 Мбіт/с, причому по одній витій парі телефонних дротів. Технологія VDSL може розглядатися як економічно ефективна альтернатива прокладенню волоконно-оптичного кабелю до кінцевого користувача. Проте, максимальна відстань передачі даних для цієї технології становить від 300 до 1700 метрів.
Існує також симетричний варіант VDSL (до 33 Мбіт/с в кожному напрямі). Технологія VDSL може використовуватися з тими ж цілями, що і ADSL (використовувати паралельно телефонну лінію для високошвидкісної передачі даних і традиційного телефонного зв'язку).
Технологія IDSL (ISDN Digital Subscriber Line — цифрова абонентська лінія IDSN) забезпечує повністю дуплексну передачу даних на швидкості до 144 Кбіт/с. На відміну від ADSL можливості IDSL обмежуються лише передачею даних. Технологія HomePNA 1.0 (1 Мбіт/с) використовує метод IEEE 802.3 CSMA/CD (Ethernet) доступу до середовища передачі. Смуга пропускання сигналу розташована в межах від 5,5 Мгц до 9.5 Мгц, що дозволяє не впливати на роботу ADSL і VDSL — пристроїв і телефонів. У HomePNA застосовується багатократне кодування одиничного бітового імпульсу. Усередині кожного мережевого інтерфейсу коло приймача адаптується до різних рівнів перешкод, які можуть виникнути в лінії. На додаток до цього передавальний вузол може варіювати рівень сигналу. Приймаючий і передавальний термінали постійно контролюють умови проходження сигналу і підстроюють свої параметри під ці умови. Саме ця адаптивність дозволила істотно понизити вимоги до середовища передачі. По суті, технологія HPNA — це мегабітний Ethernet, що працює по телефонних дротах. Це дозволяє використовувати велику кількість Ethernet  — сумісних програм, драйверів, застосунків і устаткування.
Технологія PON (Passive Optical Networks) пасивні оптичні мережі або оптичні мережі з пасивним розподілом — це оптична кабельна система з топологією дерева, що використовує пасивні оптичні розгалужувачі 1:n. Між центральним вузлом і віддалені абонентськими вузлами створюється повністю пасивна оптична мережа, що має топологію дерева. У проміжних вузлах дерева розміщуються пасивні оптичні розгалужувачі, що роздають загальний сигнал джерела на багато абонентських приймачів. Висхідні потоки від абонентів йдуть по зворотному каналу з використанням протоколу множинного доступу з тимчасовим розділенням (TDMA).
Технологія MPLS (Multiprotocol Label Switching) — мультипротокольна комутація на основі міток, розроблена комітетом IETF, з'явилася в результаті злиття різних фірмових механізмів, таких, як IP Switching (Ipsilon Networks), Tag Switching (Cisco Systems), Aris (IBM) і Cell Switch Router (Toshiba). В її основі лежить принцип відображення мережевих адрес на спеціальні мітки, які можуть використовуватися для маршрутизації пакетів. У архітектурі MPLS зібрані найвдаліші елементи всіх згаданих фірмових механізмів, і завдяки зусиллям IETF і компаній, зацікавлених в швидкому просуванні даної технології на ринку, вона перетворилася на стандарт Internet.